# Seznam zápasů české a japonské hokejové reprezentace
Toto je seznam zápasů české a japonské hokejové reprezentace na MS.

## Mistrovství světa v ledním hokeji
| Datum     | Číslo | Česko | Výsledek | Zápas | MS   | Místo     | Branky České republiky |
| --------- | ----- | ----- | -------- | ----- | ---- | --------- | --- |
| 1.5.1998  | 1     | Česko | 8:2      | ZS    | 1998 | Basilej   | 2x Radek Bělohlav • 2x Pavel Patera • Ladislav Lubina • Jiří Dopita • David Moravec • František Kučera                                        |
| 3.5.1999  | 2     | Česko | 12:2     | ZS    | 1999 | Oslo      | 2x Viktor Ujčík • 2x Libor Procházka • 2x Jan Hlaváč • 2x Jan Čaloun • David Výborný • František Kaberle • Martin Ručinský • Martin Procházka |
| 1.5.2000  | 3     | Česko | 6:3      | ZS    | 2000 | Petrohrad | Václav Varaďa • Jiří Dopita • David Výborný • Martin Havlát • František Kaberle • Martin Štěpánek                                             |
| 28.4.2002 | 4     | Česko | 5:3      | ZS    | 2002 | Jönköping | 2x Jaromír Jágr • Pavel Kubina • Tomáš Vlasák • Jaroslav Špaček                                                                               |
| Zdroj     |       |       |          |       |      |           | |